# Зарічка
Зарі́чка — село в Україні, у Лугинській селищній територіальній громаді Коростенського району Житомирської області. Населення становить 358 осіб (2001).

## Населення
За даними перепису 2001 року населення села становило 358 осіб, з них усі 100 % зазначили рідною українську мову.

## Історія
До 9 червня 2017 року село входило до складу Жеревецької сільської ради Лугинського району Житомирської області.